# Санта-Круш (Армамар)
Санта-Круш (порт. Santa Cruz) — район (фрегезия) в Португалии, входит в округ Визеу. Является составной частью муниципалитета Армамар. По старому административному делению входил в провинцию Траз-уж-Монтиш и Алту-Дору. Входит в экономико-статистический субрегион Доуру, который входит в Северный регион. Население составляет 231 человек на 2001 год. Занимает площадь 6,97 км².
Покровителем района считается Эшалтасан-де-Санта-Крус (порт. Exaltação de Santa Cruz).